# サンダードーム・スタジアム
サンダードーム・スタジアム（英語: Thunderdome Stadium）は、タイ王国・ノンタブリー県のサンダードーム・スポーツコンプレックス内にあるサッカー専用スタジアムである。

## 概要
タイ王国初のサッカー専用スタジアムとして建設された。テニスのタイ・オープンが行われるインパクト・アリーナに隣接している。収容人数は15,000。当初の名前はサンダードーム・スタジアムだったが、2009年に命名権取得によりヤマハスタジアムと名称が変更になった。2012年2月にサイアム・セメント・グループ (SCG) が6億バーツで命名権を取得し、2020-21シーズンまでSCGスタジアムと呼ばれていた。
現在、タイ・リーグ1に所属するムアントン・ユナイテッドがホームスタジアムとして使用している他、サッカータイ王国代表が親善試合を行う際の会場としても用いられている。

## サッカータイ王国代表の国際試合
| 日時          | スコア | 対戦相手     | 試合概要 |
| ------------- | ------ | ------------ | -------- |
| 2009年11月8日 | 1 - 1  | シリア       | 親善試合 |
| 2010年8月11日 | 1 - 0  | シンガポール | 親善試合 |
| 2010年9月4日  | 1 - 0  | インド       | 親善試合 |

## 交通アクセス
【ノンタブリー県】
- 車・タクシー：バンコク都内より約30分(200B～300B)

　高速道路ムアントンタニー”ジェーンワッタナーーバンパイン方面”の標識で降り、すぐの信号を右折して左手 Novotel Hotelの向かい
- モノレール : ■ピンクライン支線・ MT02 ムアントンターニー湖駅（タイ語版）下車
- インパクト・リンク：BTSモーチット、MRTチャトゥチャック駅よりImpact行きシャトルバス(約20分/片道30B)営業6:00～22:00
- 路線バス：戦勝記念塔より166番乗車→ムアントンタニー下車
- ロットゥー(乗合バン)：戦勝記念塔よりต.86乗車→ムアントンタニー下車
- バンコクの中心街から約40km。高速道路がすぐ近くを通っている。